# Discografia di Calvin Harris
Questa pagina contiene la discografia del DJ britannico Calvin Harris.

## Album in studio
- 2007 – I Created Disco
- 2009 – Ready for the Weekend
- 2012 – 18 Months
- 2014 – Motion
- 2017 – Funk Wav Bounces Vol. 1
- 2022 - Funk Wav Bounces Vol. 2
- 2024 - 96 Months

## Extended play
- 2007 – Napster Live Session
- 2008 – iTunes Live: Berlin Festival
- 2009 – iTunes Live: London Festival '09
- 2018 – Normani x Calvin Harris (con Normani)

## Singoli
- 2007 – Acceptable in the 80s
- 2007 – The Girls
- 2007 – Merrymaking at My Place
- 2009 – I'm Not Alone
- 2009 – Ready for the Weekend
- 2009 – Flashback
- 2010 – You Used to Hold Me
- 2011 – Bounce (feat. Kelis)
- 2011 – Feel So Close
- 2012 – Let's Go (feat. Ne-Yo)
- 2012 – We'll Be Coming Back (feat. Example)
- 2012 – Sweet Nothing (feat. Florence Welch)
- 2013 – Drinking from the Bottle (feat. Tinie Tempah)
- 2013 – I Need Your Love (feat. Ellie Goulding)
- 2013 – Thinking About You (feat. Ayah Marar)
- 2013 – Under Control (con Alesso feat. Hurts)
- 2014 – Summer
- 2014 – Blame (feat. John Newman)
- 2014 – Outside (feat. Ellie Goulding)
- 2015 – Open Wide (feat. Big Sean)
- 2015 – Pray to God (feat. Haim)
- 2015 – How Deep Is Your Love (con i Disciples)
- 2016 – This Is What You Came For (ft. Rihanna)
- 2016 – Hype (Dizzee Rascal e Calvin Harris)
- 2016 – My Way
- 2017 – Slide (ft. Frank Ocean e Migos)
- 2017 – Heatstroke (ft. Young Thug, Pharrell Williams e Ariana Grande)
- 2017 – Rollin (ft. Future e Khalid)
- 2017 – Feels (ft. Pharrell Williams, Katy Perry e Big Sean)
- 2017 – Faking It (ft. Kehlani e Lil Yachty)
- 2018 – Nuh Ready Nuh Ready (ft. PartyNextDoor)
- 2018 – One Kiss (con Dua Lipa)
- 2018 – Promises (con Sam Smith)
- 2018 – Checklist (con Normani feat. Wizkid)
- 2018 – I Found You (con Benny Blanco)
- 2019 – I Found You / Nilda's Story (con Benny Blanco e Miguel)
- 2019 – Giant (con Rag'n'Bone Man)
- 2019 – I'm Not Alone 2019
- 2020 - Over Now (con The Weeknd)
- 2021 – By Your Side (feat. Tom Grennan)
- 2022 – Potion (con Dua Lipa e Young Thug)
- 2022 – Stay with Me (con Justin Timberlake, Halsey e Pharrell Williams)
- 2023 – Miracle (con Ellie Goulding)
- 2023 – Desire (con Sam Smith)
- 2023 – Body Moving (con Elize Rose)
- 2024 – Lovers in a Past Life (con Rag'n'Bone Man)
- 2025 - Smoke The Pain Away
- 2025 - Blessings (feat Clementine Douglas)

## Collaborazioni
- 2008 – Dance wiv Me (Dizzee Rascal feat. Calvin Harris & Chrome)
- 2011 – We Found Love (Rihanna feat. Calvin Harris)
- 2011 – Reminds Me of You (LMFAO feat Calvin Harris)
- 2011 – Off the Record (Tinchy Stryder feat. Calvin Harris & Burns)
- 2017 – The Weekend (Funk Wav Remix) (SZA e Calvin Harris)

## Produzioni
| Anno | Artista                          | Brano                     | Album di provenienza                                           |
| ---- | -------------------------------- | ------------------------- | -------------------------------------------------------------- |
| 2007 | Kylie Minogue                    | Love Is the Drug          | Radio 1: Established 1967                                      |
| 2007 | The Mitchell Brothers            | Michael Jackson           | Dressed for the Occasion                                       |
| 2007 | Kylie Minogue                    | Heart Beat Rock           | X                                                              |
| 2007 | Kylie Minogue                    | In My Arms                | X                                                              |
| 2009 | Dizzee Rascal (featuring Chrome) | Holiday                   | Tongue n' Cheek                                                |
| 2009 | Dizzee Rascal (featuring Chrome) | Road Rage                 | Tongue n' Cheek                                                |
| 2010 | Example                          | Time Machine              | Won't Go Quietly                                               |
| 2010 | Kylie Minogue                    | Too Much                  | Aphrodite                                                      |
| 2010 | The Ting Tings                   | Hands                     | Sounds from Nowheresville (deluxe edition)                     |
| 2010 | Chris Brown                      | Yeah 3x                   | F.A.M.E.                                                       |
| 2011 | Sophie Ellis-Bextor              | Off & On                  | Make a Scene                                                   |
| 2011 | Rihanna                          | Where Have You Been       | Talk That Talk                                                 |
| 2011 | Mary J. Blige                    | One Life                  | My Life II... The Journey Continues (Act 1) (European edition) |
| 2012 | Scissor Sisters                  | Only the Horses           | Magic Hour                                                     |
| 2012 | Cheryl Cole                      | Call My Name              | A Million Lights                                               |
| 2013 | Pitbull featuring Inna           | All the Things            | Meltdown                                                       |
| 2014 | Rita Ora                         | I Will Never Let You Down |                                                                |